# Wojciech Migdał
Wojciech Migdał, né le 27 mars 1991 à Baczków, est un coureur cycliste polonais, professionnel entre 2014 et 2017.

## Palmarès
- 2013
  - 2e du championnat de Pologne sur route espoirs

## Classements mondiaux
| Année           | 2010  | 2011 | 2012 | 2013 | 2014 | 2015 | 2016  |
| --------------- | ----- | ---- | ---- | ---- | ---- | ---- | ----- |
| UCI Europe Tour | 1064e | 875e |      |      |      |      | 1095e |